# Mio Ootani
Mio Ootani (大谷 澪 Ōtani Mio?), nascută 13 iulie 1992, în Neyagawa, Prefectura Osaka, Japonia) este un idol japonez care este afiliat cu K-point. Ea a câștigat 2008 Miss Magazine Special Jury Prize.